# Triloculinellus
Triloculinellus es un género de foraminífero bentónico de la subfamilia Miliolinellinae, de la familia Hauerinidae, de la superfamilia Milioloidea, del suborden Miliolina y del orden Miliolida. Su especie tipo es Triloculinellus politus. Su rango cronoestratigráfico abarca el Holoceno.

## Clasificación
Triloculinellus incluye a las siguientes especies:
- Triloculinellus politus
- Triloculinellus vitreus